# Иванов, Геннадий Васильевич
Геннадий Васильевич (Иванович) Иванов (30 декабря 1923 — неизвестно) — советский хоккеист, защитник.

## Биография
Воспитанник челябинского «Дзержинска». Выступал за «Динамо» Челябинск (1949/50), ОДО Новосибирск (1950/51), «Дзержинец» / «Авангард» Челябинск (1952/53 — 1955/56), «Металлург» Челябинск (1957/58 — 1962/63).
В первой группе / классе «А» провёл четыре сезона (1952/53 — 1955/56).
Был в составе футбольного клуба «Динамо» Челябинск (1949 — группа II, 1951—1955 — КФК).